# Мониторы типа «Горгон»
Мониторы типа «Горгон» (англ. Lord Clive Class Monitors) — серия из двух мониторов Королевских ВМС Великобритании, построенных в годы Первой Мировой войны.

## История строительства
Первоначально были заложены для ВМС Норвегии, как броненосцы береговой обороны «Нидарос» и «Бьоргвин». Корабли строила фирма Армстронг — Уитворт. После начала войны англичане их реквизировали и превратили в мониторы. Но при достройке проект был изменён: приклепаны були (со снижением скорости), 240 мм орудия Elswick Ordnance Company были заменены орудиями другого калибра (с углом возвышения 40 градусов), смонтированы посты центральной наводки, добавлены мостики, сняты торпедные аппараты.

## История службы
«Gorgon» после вступления в строй около 3-х месяцев обстреливал бельгийское побережье. После войны норвежцы отказались от корабля, поскольку из-за булей он не входил в док на базе Хортен. Предпринимались попытки продать корабль Аргентине, Перу или Румынии, но успехом они не увенчались . В 1921—28 гг. он использовался для различных экспериментов, затем его продали на слом.
«Glatton» погиб в Дувре 9 сентября 1918 г., через неделю после вступления в строй в результате взрыва в погребе 152-мм снарядов. После этого командир Дуврского патруля, контр-адмирал Р. Кейс, приказал его торпедировать, чтобы избежать взрыва погреба боезапаса главного калибра из-за пожара. В 1919 г. он был поднят и сдан на слом.

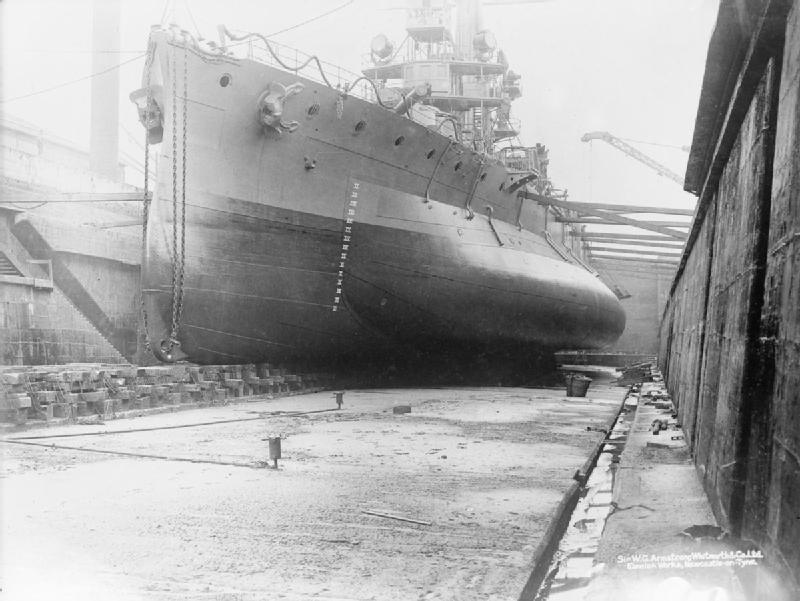
HMS Glatton в доке

## Представители проекта
| Название | Первоначальное наименование | Закладка | Спуск на воду | Вступление в строй | Судьба              |
| -------- | --------------------------- | -------- | ------------- | ------------------ | ------------------- |
| Горгон   | «Nidaros»                   | 11.6.13  | 9.6.14        | 6.1918             | Сдан на слом в 1928 |
| Глаттон  | «Bjoergvin»                 | 26.5.13  | 8.8.14        | 9.9.1918           | Погиб 16.9.1918     |